# Vreedenhaven
Vreedenhaven is een straat met plantsoen in Amsterdam Nieuw-West.
Straat en plantsoen kregen op 15 juli 1958 hun naam en werden daarbij vernoemd naar de verdwenen buitenplaats op het grondgebied van de gemeente Sloten in 1921 opgeslokt door gemeente Amsterdam. Vreedenhaven is daarbij een open ruimte aan de straat Hoekenes en ligt tussen die straat en de Hoekenesgracht.
De bebouwing rondom het plantsoen kent de huisnummers 1 tot en met 16. De twee blokjes die samen een soort haak vormen bestaan uit twee bouwlagen (begane grond/huis en 1 hoog). Het ontwerp kwam daarbij van het architectenduo Evers en Sarlemijn, die vlak na oplevering zelf een foto van het complexje kwamen nemen.
In het plantsoen staat het artistieke kunstwerk Vruchtbaarheid van Jacques Jutte

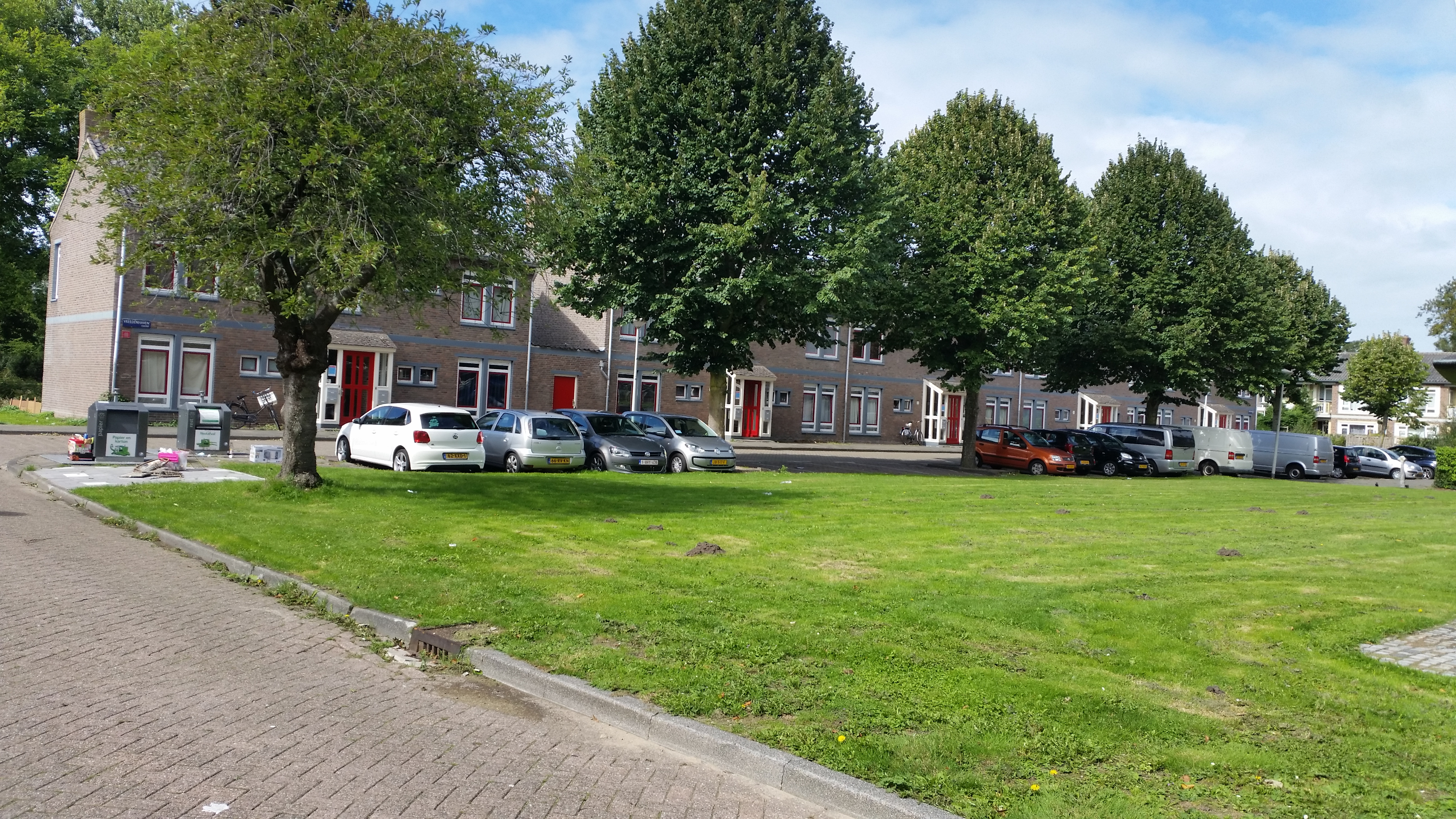
Vreedenhaven 7-16 (augustus)